# Molophilus aplectus
Molophilus aplectus là một loài ruồi trong họ Limoniidae. Chúng phân bố ở miền Australasia.